# Pedro Domingos

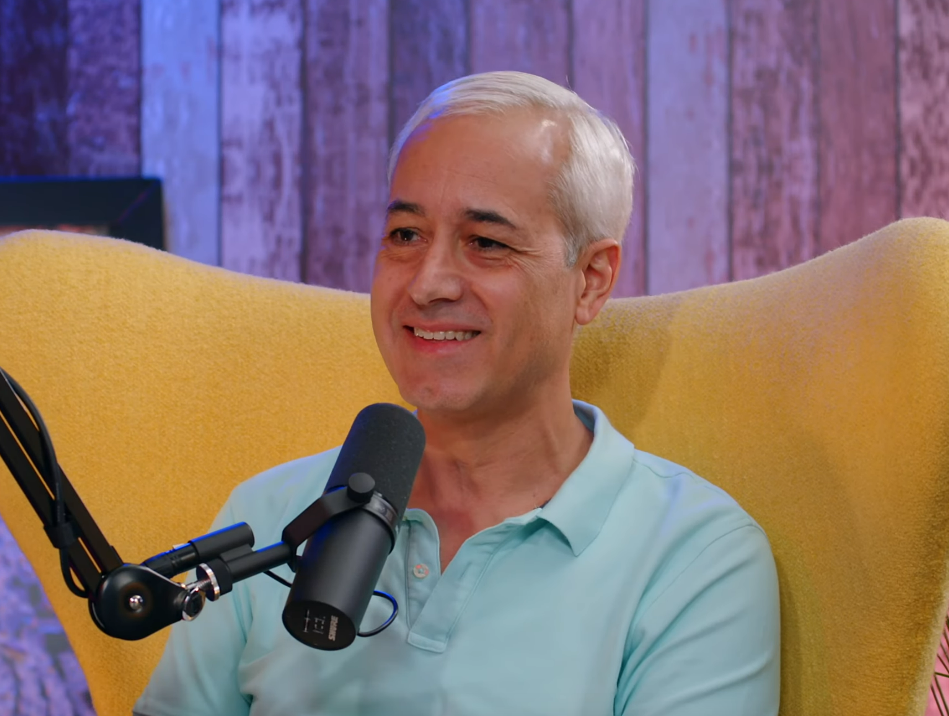
Pedro Domingos (2023)

Pedro Domingos é um professor de ciências da computação na Universidade de Washington. É pesquisador em aprendizagem automática de máquinas, sendo conhecido pela rede lógica de Markov. Domingos graduou-se no Instituto Superior Técnico (IST), e mais tarde na Universidade da Califórnia em Irvine, onde efectuou um mestrado em ciência e um Ph.D. Depois de passar dois anos como professor assistente no IST, ele juntou-se à Universidade de Washington em 1999 e é actualmente professor. É autor ou co-autor de mais de 200 publicações técnico-cientificas. Foi vencedor do Prémio de Inovação SIGKDD, a maior honra na ciência de dados.

## Prémios e honras
- 2014. ACM SIGKDD Innovation Award.[5]
- 2010. AAAI Fellow.[6]
- 2003. Sloan Fellowship
- Programa Fulbright

### Livros
- DOMINGOS, PEDRO (2015). The Master Algorithm: How the Quest for the Ultimate Learning Machine Will Remake Our World. New York: Basic Books. ISBN 978-0-465-06570-7[7]

### Artigos
- 2015. (with Abram Friesen). Recursive Decomposition for Nonconvex Optimization. IJCAI 2015   Distinguished Paper Award.
- 2011. (with  Hoifung Poon). Sum-Product Networks: A New Deep Architecture. UAI 2011 Best Paper Award..
- 2009. (with  Hoifung Poon). Unsupervised Semantic Parsing. EMNLP 2009 Best Paper Award.
- 2005. (with  Parag Singla). Object Identification with Attribute-Mediated Dependences. PKDD 2005 Best Paper Award.
- 1999. (with  Parag Singla). MetaCost: A General Method for Making Classifiers Cost-Sensitive. SIGKDD 1999 Best Paper Award for Fundamental Research.
- 1998. (with  Parag Singla). Occam's Two Razors: The Sharp and the Blunt. SIGKDD 2005 Best Paper Award for Fundamental Research.